# 조제프 카요
조제프 마리 오귀스트 카요(Joseph-Marie–Auguste Caillaux, 1863년 3월 30일 ~ 1944년 11월 22일)는 프랑스의 정치인이다. 1911년부터 1912년까지 프랑스의 총리를 지냈다.